# Seegefecht vom 16. und 17. Oktober 1799
Das Seegefecht vom 16. und 17. Oktober 1799 war ein Gefecht zwischen Einheiten der Royal Navy und Spanischen Flotte, bei welcher es den Fregatten der Royal Navy gelang, zwei spanische Fregatten zu erobern, die Teil des jährlichen Geldtransportes waren und die Einkünfte der Neuen Welt nach Spanien brachten.

## Vorgeschichte
Seit 1796 befanden sich Großbritannien und Spanien im Krieg miteinander, nachdem beide zunächst gegen das revolutionäre Frankreich Krieg geführt hatten. Zu diesem Zeitpunkt besaß Spanien immer noch große Kolonien in Mittel- und Südamerika. Aus diesen Kolonien wurden jährlich große Geldmengen nach Spanien transportiert: zum einen königliches Gold für den Staatsschatz, aber auch Privatvermögen von reichen Händlern und in Europa begehrte Handelsware. Während des Krieges benutzte Spanien dazu seine Kriegsschiffe, um diese Schätze sicher zu transportieren.
1799 waren die beiden spanischen 34-Kanonen-Fregatten Thétis und Santa-Brigida dazu ausersehen, den jährlichen Geldtransport nach Spanien zu transportieren. Beide Schiffe verließen Veracruz im heutigen Mexiko am 21. August 1799 und segelten mit Kurs nach Spanien, wobei jeder beliebige spanische Hafen angelaufen werden konnte. Dieses Zugeständnis stellte einen Tribut an den herrschenden Kriegszustand mit Großbritannien dar: vor dem spanischen Kriegshafen Cádiz konnte ein britisches Blockadegeschwader liegen und das Mittelmeer war durch das britische Gibraltar versperrt.

## Einheiten

### Großbritannien
| Schiff       | Kanonen | Kommandant         | Verluste | Verluste  | Verluste  | Anmerkungen |
| Schiff       | Kanonen | Kommandant         | getötet  | verwundet | Insgesamt | Anmerkungen |
| ------------ | ------- | ------------------ | -------- | --------- | --------- | ----------- |
| HMS Naiad    | 38      | William Pierrepont | 0        | 0         | 0         |             |
| HMS Ethalion | 38      | James Young        | 0        | 0         | 0         |             |
| HMS Alcmeme  | 32      | Henry Digby        | 1        | 9         | 10        |             |
| HMS Triton   | 32      | John Gore          | 0        | 1         | 1         |             |

Unter den britischen Fregatten befanden sich die beiden 38-Kanonen-Fregatten HMS Naiad unter Capt. William Pierrepont und die HMS Ethalion unter Capt. James Young.
An Bord der HMS Naiad – einer britischen 38-Kanonen-Fregatte unter Capt. William Pierrepont – befanden sich laut Archiven 28 18-Pfünder-Kanonen auf dem Geschützdeck, des Weiteren sechs 9-Pfünder-Kanonen und sechs 32-Pfünder-Karronaden auf dem Achterdeck, sowie vier 9-Pfünder-Kanonen und vier 32-Pfünder-Karronaden auf dem Vorschiff. Demnach befanden sich insgesamt sind 46 schwere Geschütze an Bord.
An Bord der HMS Ethalion von Capt. James Young waren 28 18-Pfünder-Kanonen auf dem Geschützdeck vorgesehen. Die Anzahl und die Aufstellung der Kanonen entsprach jener der HMS Naiad-
An Bord der 32-Kanonen-Fregatte HMS Alcème unter Capt. Henry Digby und HMS Triton unter Capt. John Gore befanden sich jeweils 40 schwere Geschütze: 26 Kanonen auf dem Geschützdeck, sechs 6-Pfünder-Kanonen und acht 24-Pfünder-Karronaden auf dem Oberdeck.

### Spanien
| Schiff        | Kanonen | Kommandant      | Verluste | Verluste  | Verluste  | Anmerkungen |
| Schiff        | Kanonen | Kommandant      | getötet  | verwundet | Insgesamt | Anmerkungen |
| ------------- | ------- | --------------- | -------- | --------- | --------- | ----------- |
| Thétis        | 34      | Juan de Mendoza | 0        | 0         | 0         | gekapert    |
| Santa Brígida | 34      | Antonio Pillar  | 2        | 8         | 10        | gekapert    |

Bei den spanischen Fregatten handelte es sich um die 34-Kanonen-Fregatten Thétis unter Kpt. Don Juan de Mendoza und die Santa Brígida unter Kpt. Don Antonio Pillar. Die Bewaffnung solcher Fregatten bildeten in der Regel 26 Kanonen in der Hauptbatterie im Geschützdeck und 10 Kanonen auf dem Oberdeck.

## Das Seegefecht
Am 15. Oktober 1799 befanden sich beide spanische Fregatten im Atlantik nur noch zwei Tagesreisen von einem rettenden spanischen Hafen entfernt. Allerdings wurden die beiden Fregatten an diesem Tage von der britischen Fregatte HMS Naiad gesichtet. Die HMS Naiad begann mit einer Verfolgung der beiden unbekannten Schiffe und setzte alle Segel. In den Morgenstunden des 16. Oktober 1799 sichtete die HMS Naiad Segel in südwestlicher Richtung, die sich später als die der HMS Ethalion herausstellten. Im Laufe des 16. Oktober 1799 stießen zudem die britischen Fregatten HMS Alcème und HMS Triton zu den Verfolgern.

### Die Eroberung derThétis
Beide spanischen Fregatten trennten sich angesichts der vier Verfolger gegen 7 Uhr morgens des 16. Oktober 1799. Die HMS Ethalion sollte die Thètis verfolgen. Gegen 9 Uhr passiert die HMS Ethalion die Santa-Brigida und wechselte einige Schüsse mit der spanischen Fregatte. Gegen 11:30 Uhr holt die HMS Ethalion endlich die Thètis ein. Binnen einer Stunde ergab sich die Thètis der HMS Ethalion. Diese sicherte die eroberte spanische Fregatte und brachte sie am 21. Oktober 1799 nach Plymouth ein.

### Die Eroberung derSanta-Brigida
Die Santa-Brigida hingegen wurde von ihren drei Verfolgerinnen den ganzen 16. Oktober gejagt. Am Morgen des 17. Oktober umrundete die spanische Fregatte unter vollen Segeln Kap Finisterre. Allerdings hatte sich die HMS Triton soweit genähert, dass gegen 7 Uhr morgens das Feuer auf die Santa-Brigida eröffnet werden konnte. Wenig später eröffnete auch die HMS Alcème das Feuer auf die spanische Fregatte. Gegen 8 Uhr morgens des 17. Oktober 1799 wurde die Santa-Brigida vor dem Hafen von Muros gestellt. Nach einem kurzen Kampf gegen die Übermacht ergab sich die spanische Fregatte. Die Bilanz dieses Gefechtes: Die HMS Triton beklagte einen Verwundeten, die HMS Alcème beklagte einen Gefallenen und neun Verwundete. Auf der eroberten Santa-Brigida waren zwei Mann gefallen und acht Mann verwundet worden.
Die drei britischen Fregatten und die Prise Santa-Brigida nahmen Kurs auf Plymouth, wo sie am 22. Oktober im Hafen ankamen.

## Verteilung des Schatzes
Auf der Thétis befanden sich 431 Geldkassetten mit 1.385.292 spanischen Dollar, welche nach damaligen Wert 311.690 Pfund Sterling (in heutiger Kaufkraft 41,23 Millionen Pfund) entsprachen. An Bord der Santa Brigida befanden sich neben 446 Geldkassetten noch weiteres Barvermögen mit einem Gesamtwert von 1.500.000 spanischen Dollar an Bord. Demnach war die Santa Brigida nach damaligen Währungsstand rund 345.000 Pfund Sterling (in heutiger Kaufkraft 45,73 Millionen Pfund) wert. Der Schatz wurde im Gegensatz zu den Ereignissen nach dem Seegefecht bei Kap Santa Maria unter den Besatzungen der britischen Fregatten aufgeteilt.
Des Weiteren wurden die spanischen Fregatten von der Royal Navy angekauft. Allerdings schienen sie niemals wieder in der Royal Navy Seedienst geleistet zu haben. Vermutlich wurden sie bis zu ihrem Abbruch im Hafendienst eingesetzt.